# Veinticuatro (cargo municipal)

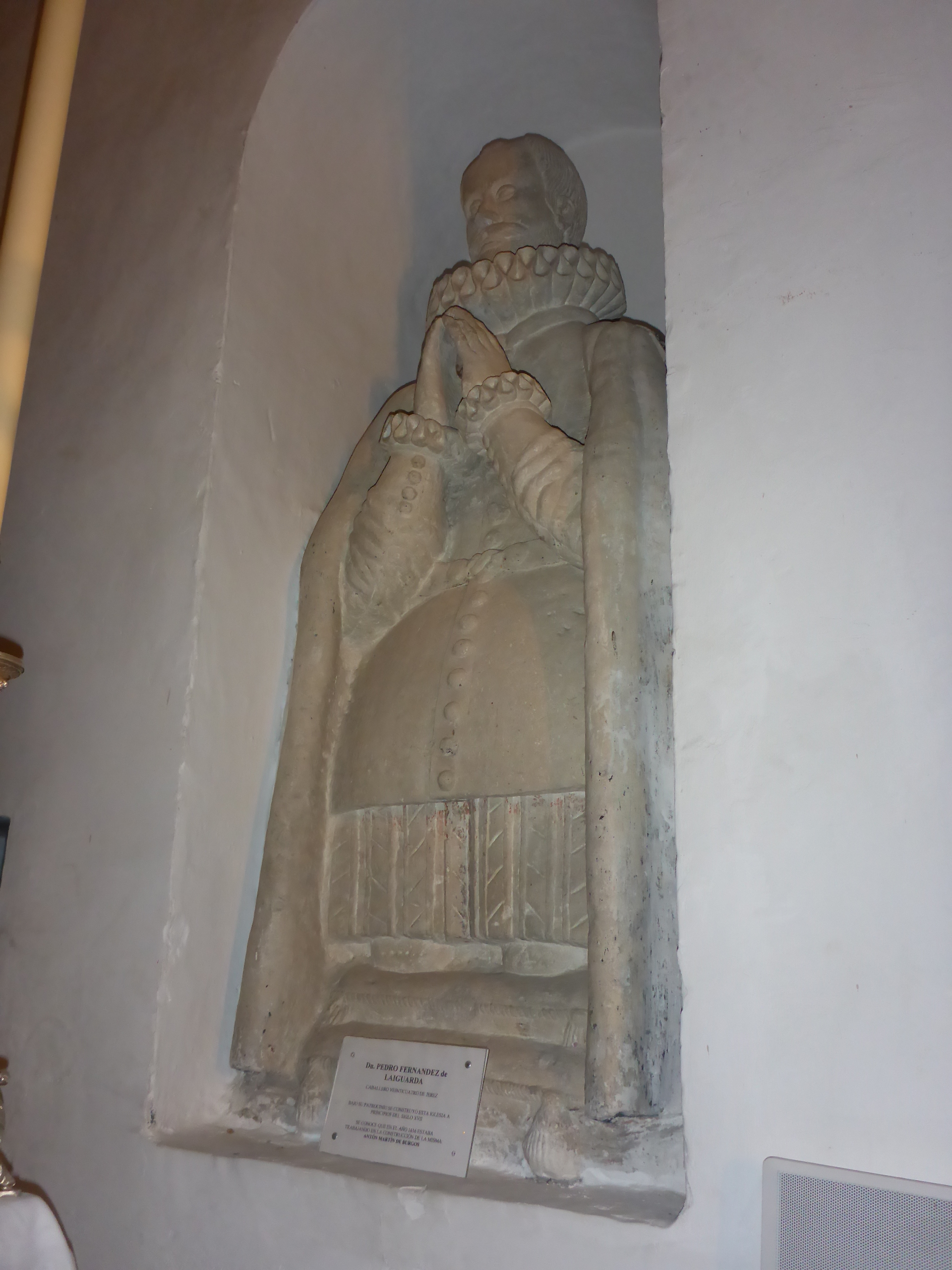
Estatua orante del caballero veinticuatro Pedro Fernández de Laiguarda, en Jerez de la Frontera.

El veinticuatro o caballero veinticuatro es un cargo propio de las corporaciones municipales de algunas ciudades de España, sobretodo andaluzas, durante el Antiguo Régimen, como Granada, Úbeda, Baeza, Jaén, Salamanca, Segovia, Palencia, Córdoba, Sevilla, y Jerez de la Frontera. Se trataba de un cargo equivalente al de regidor o concejal y estaba asociado a la nobleza y posición social de quien lo ostentaba. Al cargo u oficio de veinticuatro se le conocía como veinticuatría.

## Origen del nombre
Tras la conquista de la ciudad de Granada en 1492 por parte de los cristianos, los Reyes Católicos dieron en guarda las puertas de la ciudad. La puerta de Batrabayon, junto al río Darro, fue encomendada al caballero Hernando del Pulgar, y las restantes a: 

24 caballeros capitanes que quedaron en guarda de la ciudad y por regidores de ella

de donde se tomó llamar Veinticuatros a los regidores de ella.